# 中通古墳群
中通古墳群（なかどおりこふんぐん）は、熊本県阿蘇市一の宮町中通にある古墳群。熊本県指定史跡に指定され、長目塚古墳出土品は熊本県指定重要文化財に指定されている。

## 概要
熊本県北東部、阿蘇地方の阿蘇カルデラ北東部の東岳川流域に築造された古墳群である。1949-1950年（昭和24-25年）の東岳川改修の際に調査が実施されている。
現在は前方後円墳2基・円墳8基の計10基が認められるが、かつては14基以上から構成されたという。主墳の長目塚古墳は墳丘長111.5メートルを測る大型前方後円墳で、熊本県では大野窟古墳（八代郡氷川町、123メートル）とともに最大級の規模になる。前述の調査の際には長目塚古墳で前方部の発掘調査が実施され、石室と人骨・副葬品が検出されている（詳細は「長目塚古墳」を参照）。営造時期は5世紀から6世紀頃と推定される。古代には阿蘇君（阿蘇氏）一族が阿蘇地方を治めたことが知られ、中通古墳群をその墓に比定する説がある。
古墳域は1959年（昭和34年）に熊本県指定史跡に指定されたほか、長目塚古墳の出土品は2019年（平成31年）に熊本県指定重要文化財に指定されている。なお周辺では、同様に阿蘇氏に関係する式内社として阿蘇神社や国造神社の鎮座も知られる。

## 遺跡歴
- 1903年（明治36年）、中村徳五郎が九州日日新聞において調査報告[3]。
- 1924年（大正13年）、中村徳五郎が『歴史地理』において調査報告[3]。
- 1949-1950年（昭和24-25年）、東岳川の河川改修に際する事前調査。各古墳の測量調査および長目塚古墳前方部の発掘調査（乙益重隆ら。1962年（昭和37年）に報告書刊行）[3]。
- 1959年（昭和34年）12月8日、熊本県指定史跡に指定[4]。
- 1973年（昭和48年）、圃場整備工事に際して車塚A号墳付近で竪穴式石室の発見[3]。
- 1989年（平成元年）、測量調査（熊本大学。1994年（平成6年）に報告書刊行）[3]。
- 2007年（平成19年）3月28日、長目塚古墳出土品が阿蘇市指定有形文化財に指定。
- 2010-2013年度（平成22-25年度）、長目塚古墳出土品の再整理・分析（熊本大学文学部。2014年（平成26年）に報告書刊行）。
- 2019年（平成31年）3月26日、長目塚古墳出土品が熊本県指定重要文化財に指定[4]。

## 一覧
現在認められる古墳は次の通り（2014年（平成26年）の『長目塚古墳の研究』 p. 14掲載の分布図に基づく。規模の値は1949年（昭和24年）の報告値）。
| 古墳名           | 座標                                                                         | 形状       | 墳丘長 | 高さ  | 備考                         |
| ---------------- | ---------------------------------------------------------------------------- | ---------- | ------ | ----- | ---------------------------- |
| 長目塚古墳       | 北緯32度58分2.47秒 東経131度6分23.79秒 / 北緯32.9673528度 東経131.1066083度  | 前方後円墳 | 111.5m | 9.9m  | 出土品は熊本県指定重要文化財 |
| 勝負塚古墳       | 北緯32度58分3.04秒 東経131度6分32.42秒 / 北緯32.9675111度 東経131.1090056度  | 円墳       | 58.7m  | 11.4m |                              |
| 車塚A号墳        | 北緯32度57分52.51秒 東経131度6分31.16秒 / 北緯32.9645861度 東経131.1086556度 | 円墳       | 47.0m  | 8.0m  |                              |
| 車塚B号墳        | 北緯32度57分55.13秒 東経131度6分30.55秒 / 北緯32.9653139度 東経131.1084861度 | 円墳       | 16.0m  | 2.3m  |                              |
| 入道塚古墳       | 北緯32度57分53.48秒 東経131度6分37.36秒 / 北緯32.9648556度 東経131.1103778度 | 円墳       | 25.0m  | 4.5m  |                              |
| 銭亀塚古墳       | 北緯32度57分52.33秒 東経131度6分24.98秒 / 北緯32.9645361度 東経131.1069389度 | 円墳       | 13.0m  | 2.5m  |                              |
| 上鞍掛塚A号墳    | 北緯32度58分8.56秒 東経131度6分17.12秒 / 北緯32.9690444度 東経131.1047556度  | 前方後円墳 | 63.5m  | 5.5m  |                              |
| 上鞍掛塚B号墳    | 北緯32度58分2.91秒 東経131度6分15.69秒 / 北緯32.9674750度 東経131.1043583度  | 円墳       | 25.5m  | 3.8m  |                              |
| 鞍掛塚A号墳      | 北緯32度58分10.51秒 東経131度6分12.62秒 / 北緯32.9695861度 東経131.1035056度 | 円墳       | 33.0m  | 4.4m  |                              |
| 鞍掛塚B号墳      | 北緯32度58分7.83秒 東経131度6分13.03秒 / 北緯32.9688417度 東経131.1036194度  | 円墳       | 21.5m  | 4.15m |                              |
| 乳母塚古墳       | 北緯32度57分56.07秒 東経131度6分24.44秒 / 北緯32.9655750度 東経131.1067889度 |            |        |       | 消滅古墳                     |
| 車塚古墳横の石室 | 北緯32度57分55.89秒 東経131度6分31.70秒 / 北緯32.9655250度 東経131.1088056度 |            |        |       | 消滅古墳                     |
| 薬師の藪古墳     | 北緯32度57分57.98秒 東経131度6分40.72秒 / 北緯32.9661056度 東経131.1113111度 |            |        |       | 消滅古墳                     |
| 休塚古墳         | 北緯32度57分51.31秒 東経131度6分37.13秒 / 北緯32.9642528度 東経131.1103139度 |            |        |       | 消滅古墳                     |

なお以上には含まれないが、古墳群北方の小嵐山には小嵐山古墳と大石平古墳がある。

## 文化財

### 熊本県指定文化財
- 重要文化財（有形文化財）
  - 長目塚出土品 9種451点（附 残欠一括）（考古資料） - 2019年（平成31年）3月26日指定[4]。
- 史跡
  - 中通古墳群 - 1959年（昭和34年）12月8日指定[5][4]。

## 関連文献
（記事執筆に使用していない関連文献）
- 『阿蘇長目塚 付 小嵐山古墳（熊本県文化財調査報告 第3集）』熊本県教育委員会、1962年。
- 「中通古墳群」『熊本大学文学部考古学研究室研究報告 第1集』熊本大学文学部考古学研究室、1994年。
- 『中通古墳群を考える -長目塚古墳の温故知新-（長目塚古墳発掘70周年・熊本県史跡指定60周年・出土品熊本県重要文化財指定記念シンポジウム記録集）』阿蘇市教育委員会、2021年。 - リンクは奈良文化財研究所「全国遺跡報告総覧」。